# 왕관시파카
왕관시파카 (Propithecus diadema)는 멸종 위기에 있는 시파카의 일종으로, 마다가스카르 동부의 특정 우림이 원 서식지인 여우원숭이 중 하나이다. 이 종들은 세계에 현존하는 여우원숭이들 중에서 가장 큰 여우원숭이로, 다 자라면 전체 몸길이가 약 105cm에 이르며, 꼬리 길이는 몸길이의 반 정도이다.